# Josefa Henriqueta Girão de Macedo
D. Josefa Henriqueta Girão de Macedo (Chamusca, 26 de Setembro de 1863 - Lisboa, 1946) foi a segunda baronesa de São Cosme.
Era filha de João Nepomuceno de Macedo, deputado de 1861 a 1864, e de Maria do Carmo de Sousa Girão. Herdou o título de seu avô paterno, o brigadeiro João Nepomuceno de Macedo, tendo-lhe sido confirmado por decreto real de 24 de Outubro de 1878.
Casou em Lisboa a 28 de Agosto de 1898, com D. António de Portugal e Castro. Deste matrimónio, teve quatro filhos, dentre os quais Francisco de Paula de Macedo de Portugal e Castro, que lhe sucedeu no título de barão de São Cosme.
A casa onde viveu na Chamusca é actualmente conhecida como Quinta de São Pedro, sendo um dos edifícios mais distintos da vila. Situada junto aos actuais Paços do Concelho, este edifício albergou, durante alguns anos no início do século XX, o Asilo da Misericórdia, tendo ainda aqui nascido João Joaquim Isidro dos Reis, político da monarquia constitucional.